# Liste der Biografien/Pi
Liste der Biografien |
Portal Biografien |
Personensuche
# |
A |
B |
C |
D |
E |
F |
G |
H |
I |
J |
K |
L |
M |
N |
O |
P |
Q |
R |
S |
T |
U |
V |
W |
X |
Y |
Z |
?
 
Pa |
Pc |
Pe |
Pf |
Ph |
Pi |
Pj |
Pk |
Pl |
Pm |
Pn |
Po |
Pr |
Ps |
Pt |
Pu |
Pv |
Pw |
Py
 
Pia |
Pib |
Pic |
Pid |
Pie |
Pif |
Pig |
Pih |
Pii |
Pij |
Pik |
Pil |
Pim |
Pin |
Pio |
Pip |
Piq |
Pir |
Pis |
Pit |
Piu |
Piv |
Piw |
Pix |
Piy |
Piz
Die Liste der Biografien führt alle Personen auf, die in der deutschsprachigen Wikipedia einen Artikel haben. Dieses ist eine Teilliste mit 7 Einträgen von Personen, deren Namen mit den Buchstaben „Pi“ beginnt.

## Pi
- Pi de la Serra i Valero, Francesc (* 1942), katalanischer Gitarrist und Liedermacher
- Pi Hugarte, Renzo (1934–2012), uruguayischer Anthropologe und Essayist
- Pi i Margall, Francisco (1824–1901), spanischer Schriftsteller und Politiker
- Pi, Chun-deuk (1910–2007), südkoreanischer Lyriker und Essayist
- Pi, Esteve (* 1977), spanischer Jazzmusiker (Schlagzeug)
- Pi, Hongyan (* 1979), chinesisch-französische Badmintonspielerin
- Pi, Xirui (1850–1908), konfuzianischer Gelehrter